# 中山火炬职业技术学院
中山火炬职业技术学院，简称火炬职院或火炬学院（英語：Zhongshan Torch Polytechnic）。是一所位于广东省中山火炬高技术产业开发区的高等职业学院，直属于中山市人民政府。2004年经广东省人民政府批准，国家教育部核准备案设立。

## 学院概况
火炬职院创办于2004年，直属于中山市人民政府，并由市政府委托中山火炬高技术产业开发区（國家級高新區）管理。
学院占地20余万平方米，建筑面积12万平方米，现有教职工400余人，专任教师240余人，兼职教师160余人，客座、兼职教授40余人。在校全日制专科学生5600余人。
2010年，学院获批成为广东省示范性高职院校和国家骨干高职院校立项建设单位，同时也是国家职业教育体制机制改革探索试点单位，是广东省构建现代职业教育体系试点任务的三所院校之一。
大陸地區首批赴臺攻讀二年制學士班招生院校

## 历史沿革
2004年学院首届招收全日制专科生800余人，设包装印刷系和信息工程系，5个专业。
首任院长由时任湖南工业大学（原株洲工学院）校长张晓琪兼任
学院筹建之初由中山市火炬开发区发起并由湖南工业大学（原株洲工学院）支持建立，在原中山火炬开发区理工学校基础上筹建，2005年火炬区理工学校纳入火炬职院管理成为学院下辖部门（职高部）。

2011年6月，火炬区在东利规划新址，2012年1月开发区理工学校完成迁出再次独立运作。

## 院系设置
學院下设8个学系及继续教育处,32个专业（2013年）。
包装印刷系（页面存档备份，存于）
信息工程系（页面存档备份，存于）
电子工程系
光机电工程系（页面存档备份，存于）
生物医药系
现代服务与管理系（页面存档备份，存于）
装备制造系（页面存档备份，存于）
管理工程系
继续教育处（成人教育）（页面存档备份，存于）